# Escut de Rivera

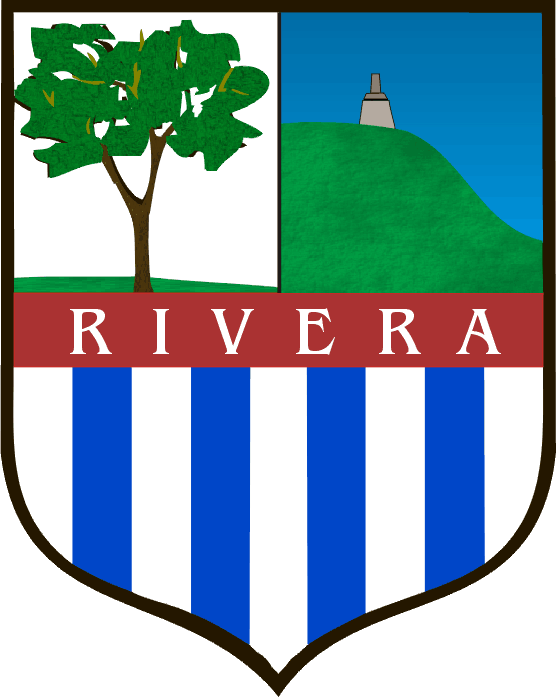
Escut de Rivera.

L'escut de Rivera va ser aprovat el 13 d'agost de 1938 i el seu creador va ser el Dr. Tell Ramis.
La meitat inferior té les nou franges de la bandera de l'Uruguai ubicades en forma vertical. Una franja vermella horitzontal enmig té la paraula Rivera. La part superior es divideix en dos quarters: l'esquerre té un arbre de plàtan, simbolitzant la flora del departament, mentre que el dret mostra el Cerro del Marco.